# Мисиньш, Август Эрнест
Август Эрнест Мисиньш (Август Эрнестович Мисин, латыш. Augusts Misiņš; 21 декабря 1863 — 8 июля 1940) — российский и латвийский военачальник, генерал-майор Российской Императорской армии (1916), командир Латышской стрелковой дивизии. Считается первым генералом Латвийской республики.

## Биография
- Получил домашнее образование
- 1884 — добровольно вступил в армию, 42-й резервный батальон
- 1885 — поступил в Киевское юнкерское училище, окончил в 1888, подпрапорщик
- 1889 — 30-й резервный батальон, подпоручик
- 1889 — служба в Новогеоргиевском крепостном батальоне
- 1894 — поручик
- 1896 — поступил в Николаевскую академию Генерального штаба, в 1897 — отчислен за несдачу экзамена, в 1898 — продолжил учёбу и в 1899 закончил 2 курса по 2-му разряду. Служба в 1-м пехотном Невском полку, а потом во 2-м пехотном Софийском полку
- 1901, апрель — штабс-капитан
- 1901 — служба в штабе Приамурского военного округа
- 1901, декабрь — капитан
- 1902 — служба в 21-м Восточно-Сибирском пехотном полку
- Участвовал в Русско-японской войне
- 1905 — подполковник
- 1910 — полковник
- Во время Первой мировой войны — командир 12-го Сибирского стрелкового полка (с 03.12.1912), а потом бригады 79-й пехотной дивизии
- 1916 — генерал-майор
- 1916, ноябрь — командир 1-й Латышской стрелковой бригады, во время Митавской операции командир Латышской стрелковой дивизии
- В конце 1917 оставил армию, британский офицер связи в Архангельске
- 1919 — вернулся в Латвию, с марта 1919 начальник главного штаба Латвийской армии, затем инспектор армии
- 1920 — демобилизация, жил в Эстонии, умер 1940 в Риге.

## Награды
- Орден Святой Анны 3-й степени
- Орден Святого Станислава 3-й степени (1903)
- Орден Святого Станислава 2-й степени с мечами (1904)
- Орден Святой Анны 2-й степени с мечами (1904)
- Орден Святого Владимира 4-й степени с мечами и бантом (1905)
- Орден Святого Владимира 3-й степени с мечами (25.06.1915)
- Георгиевское оружие — (21.02.1916, за отличие при командовании 12-м Сибирским стрелковым полком)
- Латвийский орден Трёх звёзд 3-й степени (1931)